# Husqvarna Garden

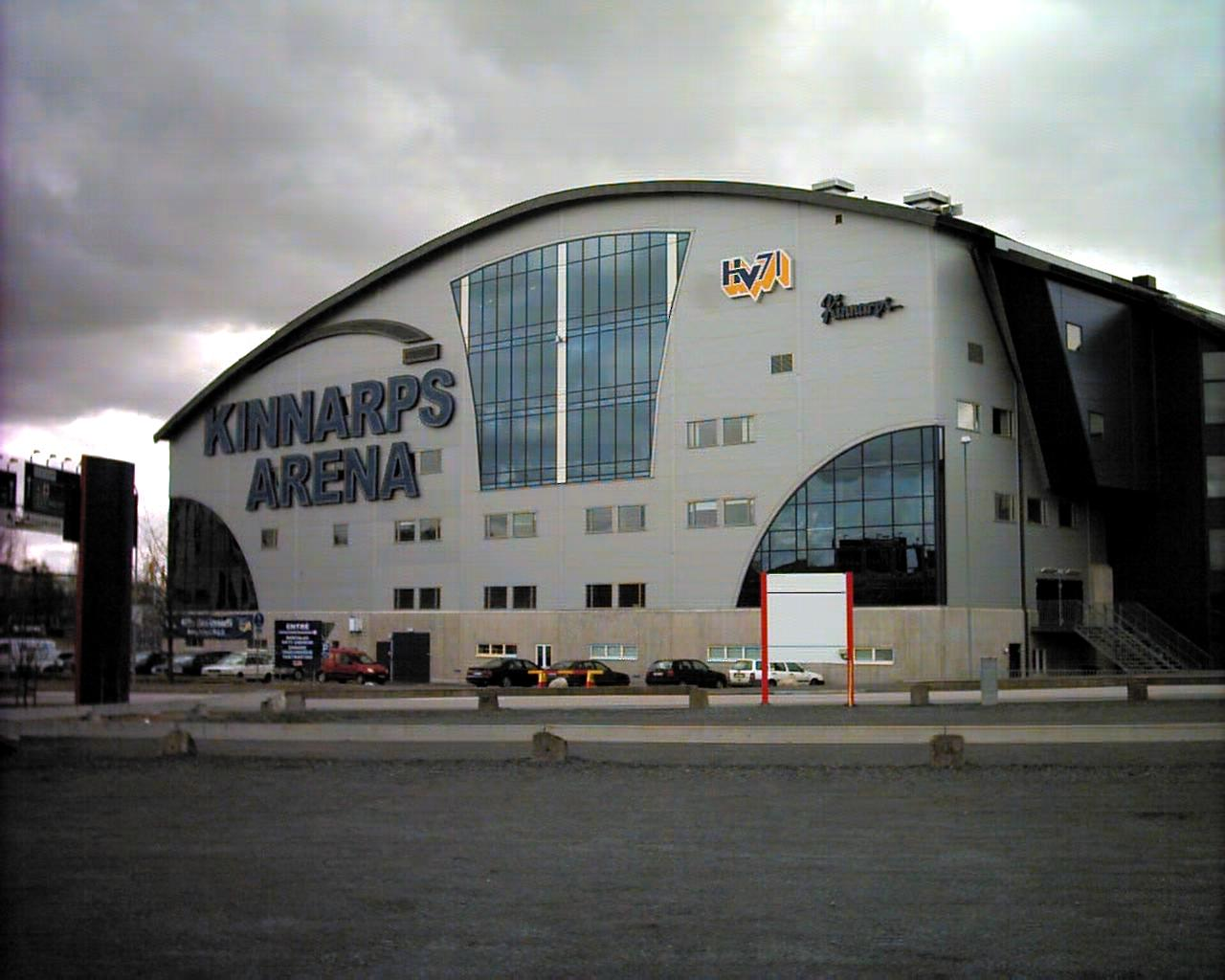
A Husqvarna Garden em Jönköping

Husqvarna Garden é um ginásio e estádio de hóquei no gelo localizado na cidade de Jönköping, na Suécia.
É o campo de casa do clube HV71.
Foi inaugurado em 
2000 e tem capacidade máxima para 
7 000 pessoas durante eventos desportivos.